# Кирьяти (бригада)
4-я бригада «Кирьяти» (ивр. חטיבת קרייתי‎; в прошлом носила также номера 166 и 602) — резервистская бригада бронетанковых войск Израиля. Сформирована как пехотная бригада в марте 1948 года, в 1972 году механизирована. Участвовала в Войне за независимость Израиля, Синайской кампании, Шестидневной войне и войне Судного дня.

## История
Бригада «Кирьяти» была сформирована в марте 1948 года по приказу Давида Бен-Гуриона. Это была одна из первых девяти бригад, сформированных из личного состава боевой организации «Хагана», в неё вошли члены «Хаганы» из района Тель-Авива. Именно Тель-Авив и его окрестности первоначально были зоной дислокации и ответственности бригады.
Первым командиром новосозданной бригады стал Михаэль Бен-Галь. В ходе Войны за независимость Израиля бригада «Кирьяти» действовала в центральной части страны. Её бойцы участвовали в захвате Аль-Яхудии (ныне Йехуд), колонии Вильхельма (ныне Бней-Атарот) и Рамлы. Во время Синайской кампании бригада вела бои на центральном направлении и овладела Эль-Кусеймой, а также сыграла роль в установлении израильского контроля над Тиранским проливом. В ходе Шестидневной войны бойцы «Кирьяти» захватили Латрун и, преодолев перевал Бейт-Хорон, вышла на восточный склон холмов Самарии.
В 1972 году «Кирьяти» была преобразована в механизированную бригаду. Командование ею принял полковник Яаков Хадар (Пфеффер). В состав обновлённой бригады вошли два батальона танков «Шерман», два батальона мотопехоты, оснащённые бронетранспортёрами, и рота джипов. В этом составе и под этим командованием бригада приняла участие в боях войны Судного дня, в ходе которых погиб командир одного из танковых батальонов — подполковник Яаков Нойфельд (убит в оборонительном бою 12 октября 1973 года у высоты Маале-Гамла на сирийском фронте).